# Žepče
Žepče (srbsky Жепче) je město a sídlo stejnojmenné opčiny v Bosně a Hercegovině v Zenicko-dobojském kantonu. Nachází se asi 10 km západně od Zavidovići, 35 km severozápadně od Zenice a asi 100 km severozápadně od Sarajeva. V roce 2013 žilo v Žepče 5 460 obyvatel, v celé opčině pak 31 582 obyvatel.
Součástí opčiny je celkem 41 trvale obydlených vesnic:
- Adže 383
- Begov Han 1 312
- Bistrica 1 063
- Bljuva 130
- Brankovići 509
- Čusto Brdo 303
- Debelo Brdo 141
- Donji Lug 564
- Globarica 722
- Goliješnica 977
- Golubinja 365
- Gornja Golubinja 405
- Gornja Lovnica 505
- Gornji Lug 635
- Grabovica 412
- Komšići 160
- Lupoglav 897
- Ljeskovica 796
- Ljubatovići 551
- Ljubna 250
- Matina 501
- Mračaj 567
- Orahovica 954
- Osova 475
- Ozimica 1 546
- Papratnica 1 130
- Pire 339
- Ponijevo 884
- Radunice 330
- Ravne Donje 237
- Ravne Gornje 191
- Selište 93
- Tatarbudžak 609
- Varošište 88
- Vašarište 611
- Vinište 897
- Vitlaci 270
- Vrbica 404
- Želeće 206
- Željezno Polje 4 845
- Žepče 5 460

Městem protéká řeka Bosna.